# Borgo di Halton
Halton è un borgo ed ex autorità unitaria della contea cerimoniale del Cheshire, Inghilterra, Regno Unito, con sede a Widnes.
L'autorità fu creata come distretto con il Local Government Act 1972, il 1º aprile, 1974 dalla fusione del distretto urbano di Runcorn, parte del distretto rurale di Runcorn e parte del distretto rurale di Whiston. Il progetto governativo di includerlo nel Merseyside fu rigettato dalla comunità locale di Runcorn, sebbene al contrario Widnes fosse storicamente parte del Lancashire da cui il Merseyside era stato distaccato. Nel 1998 il distretto ricevette lo status di autorità unitaria a causa dell’abolizione del consiglio provinciale della contea del Cheshire.
La crescita edilizia dell’abitato come periferia di Liverpool, ha coinvolto il borgo nel progetto della Liverpool City Region, la nuova autorità combinata in cui si stava evolvendo proprio il Merseyside, tanto da eleggerne il sindaco metropolitano. Ciò ha creato un’anomalia rispetto alle decisioni del 1974.

## Parrocchie civili
Le parrocchie, che non coprono l'area di Runcorn e Widnes, sono:
- Daresbury
- Hale
- Moore
- Preston Brook

## Amministrazione

### Gemellaggi
- Marzahn-Hellersdorf
- Leiria
- Ústí nad Labem
- Tongling